# Bolo (glifo)
En tipografía, se llama bolo, topo, punto o boliche al símbolo tipográfico o glifo utilizado para señalar los elementos o incisos que forman una lista, cuya forma puede ser redonda (•), cuadrada o romboidal, generalmente. A veces, como en algunos procesadores de textos, se le llama viñeta, lo cual es incorrecto ya que este término alude a una ilustración con fines decorativos o a las unidades que son parte de una secuencia narrativa en una historieta.
Los bolos se utilizan principalmente en escritura técnica, en trabajos de referencia, en notas, en presentaciones y en listas de tareas. También lo emplean los procesadores de texto, como LibreOffice Writer y Microsoft Word, para crear listas. Ejemplo:
- Escritura técnica
- Trabajos de referencia
- Notas
- Presentaciones
- Listas de tareas

Una alternativa a las listas con bolos son las listas numeradas:
1. Escritura técnica
2. Trabajos de referencia
3. Notas

### Otros usos
El glifo más habitual de los bolos • también se utiliza para esconder contraseñas o información confidencial. Por ejemplo, el número de tarjeta de crédito 1234 5678 9876 1234 podría aparecer en una pantalla como •••• •••• •••• 1234.

## Puntos de una lista

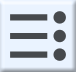
Icono que representa una lista con bolos en los procesadores de texto

Bolo sólido gris

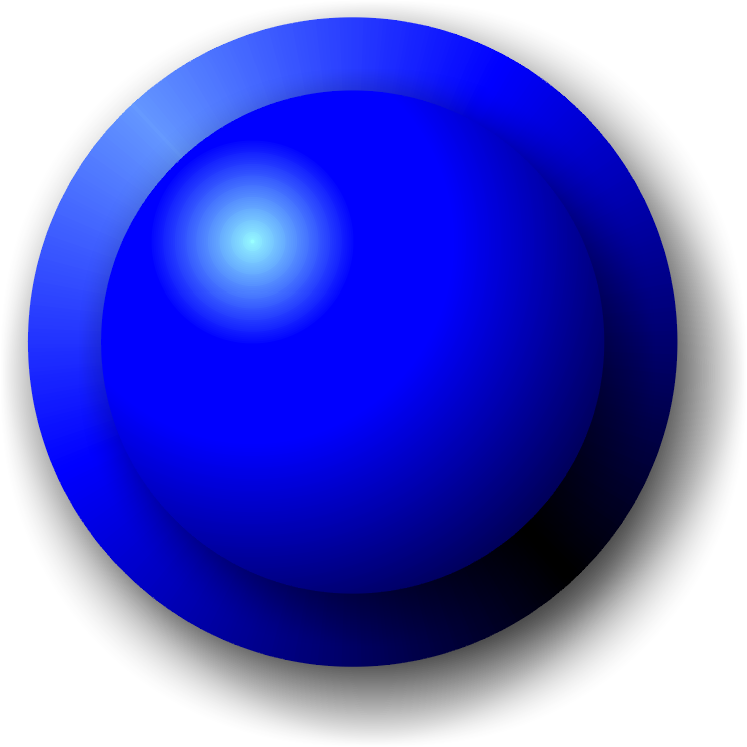
Bolo sólido azul

Los elementos de una lista con bolos —denominados "puntos"— pueden ser frases cortas, frases aisladas, o párrafos completos. Normalmente, estos elementos no terminan con un punto y aparte salvo que sean frases completas (sujeto + predicado). En algunos casos, sin embargo, el manual de estilo de una publicación dada puede requerir que cada elemento, excepto el último, termine con un punto y coma, y el último elemento, con un punto y aparte. Se trata así de imitar el modo en que se enuncian los elementos de una lista dentro de una frase (ver el ejemplo mostrado más arriba). En ese caso, ninguno de los elementos de la lista debe comenzarse con mayúscula.
En una lista con bolos, los elementos no están necesariamente ordenados por prioridad, mientras que en una lista numerada los elementos más importantes suelen aparecer primero.

## Los bolos en ordenadores
Ha habido diferentes maneras de codificar informáticamente los bolos.
Por ejemplo:
- Elemento A
- Elemento B
- Elemento C

El bolo puede ser de varias formas: circular, cuadrado, diamante o punta de flecha. La mayoría de los procesadores de texto ofrece una amplia variedad de formas y colores. Varios símbolos regulares, como * (asterisco), - (guion), . (punto) e incluso la letra o (letra latina O en minúscula), se utilizan convencionalmente en ASCII u otros entornos donde los caracteres de bolo no están disponibles. 
Históricamente, la manecilla ☞ (que representaba una mano con el dedo extendido) se empleaba con la finalidad de señalar elementos que constituyen una lista.

### En sistemas históricos
Los glifos como • o ◦, y sus variantes invertidas ◘ y ◙, estuvieron disponibles en modo texto desde los primeros PC de IBM con adaptadores gráficos MDA–CGA–EGA, porque las fuentes de pantalla contenían estos glifos en los puntos del código 7–10. No eran auténticos caracteres, porque tales puntos pertenecen al rango C0 de signos de control; por tanto, se utilizó un método especial para hacer aparecer estos glifos en pantalla (véase la página de códigos 437 para mayor discusión).
Anterior al uso extendido de procesadores de textos, los bolos se indicaban a menudo mediante un asterisco; en varios procesadores de texto, si se teclea un asterisco al comienzo de una línea, automáticamente lo convierten en un bolo. Esta notación fue heredada por los motores Setext y wiki. Actualmente, ese atajo forma parte de la escritura con Markdown.

### En Unicode
Hay numerosos caracteres de bolo (bullet, en inglés; de ahí la confusión mencionada arriba) en el estándar de codificación Unicode:
- U+2022 • bullet
- U+2023 ‣ triangular bullet
- U+2043 ⁃ hyphen bullet
- U+204C ⁌ black leftwards bullet
- U+204D ⁍ black rightwards bullet
- U+2219 ∙ bullet operator, para uso principalmente en notación matemática como indicación de producto escalar, en vez del punto medio (·)
- U+25CB ○ white circle
- U+25D8 ◘ inverse bullet
- U+25E6 ◦ white bullet
- U+2619 ☙ reversed rotated floral heart bullet
- U+2765 ❥ rotated heavy black heart bullet
- U+2767 ❧ rotated floral heart bullet
- U+29BE ⦾ circled white bullet
- U+29BF ⦿ circled bullet

### En páginas web
Las listas que emplean bolos se conocen, en el ámbito de la codificación de páginas web, como listas con viñetas. El nombre del elemento HTML para una lista con bolos es lista sin ordenar, porque los elementos HTML de la lista no se ordenan numéricamente. En una lista numerada, sí tendrían orden.
Para crear listas con bolos, el HTML (el lenguaje de hipertexto en el que están escritas buena parte de las páginas web) dispone de la etiqueta de lista <li>. Cada una de estas etiquetas, cuando se visualice la página, generará un bolo.

### En Windows
Cuando se usa el teclado estadounidense (aunque también funciona en otros teclados) se puede generar un bolo pulsando 7 en el teclado numérico mientras se mantiene presionada la tecla Alt.

### En LaTeX
Para crear elementos de una lista con bolos para un documento, el lenguaje de marcado LaTeX utiliza la etiqueta \item . Cada una de estas etiquetas, cuando se visualice la página, generará un bolo.

### En wiki
En el código en que están escritas las páginas de la Wikipedia (incluida esta misma), un elemento de una lista con bolos se indica utilizando un asterisco al comienzo de la línea de código. Cuando se visualiza la página, eso hace aparecer un bolo •. Si al comienzo de la línea de código se pone más de un asterisco, eso se visualiza como un subnivel de la lista:
- (Un asterisco)
  - (2 asteriscos)
    - (3 asteriscos)

Esto es válido en el código que emplea la Wikipedia, así como en muchas otras wikis. 

## Otras formas de uso
El bolo se utiliza a menudo para separar elementos de un menú, normalmente en el menú al pie. Es común, por ejemplo, verlo en los últimos diseños de sitio web y en muchos temas de WordPress.
Una variante, el glifo conocido viñeta «operador» U+2219 ∙ Bullet operator, se utiliza como símbolo matemático, semejante al punto · que indica multiplicación. Específicamente, en lógica, x • y significa conjunción lógica, lo mismo que "x AND y" (véase la Lista de símbolos de lógica).